# SNULT
SNULT(Seoul National University Language Test)는 서울대학교 언어교육원이 출제하고 TEPS관리위원회가 주관하는 외국어능력 시험으로 6개 언어(일본어, 중국어, 프랑스어, 독일어, 스페인어, 러시아어)를 평가하고 있다. 이 중 중국어, 독일어, 스페인어 등 일부 언어는 SNULT보다 타 외국 기관의 시험이 더 공신력을 인정받고 있는데, 그 언어의 모국에서 직접 주최하는 어학자격시험보다 더 큰 공신력을 갖는 것이 어렵기 때문이기도 하고 SNULT 자체의 변별력이 상대적으로 떨어지기 때문이기도 하다. SNULT 영어는 2016년까지 시행되었으나 2017년부터 폐지되었다. 
이 시험은 정부기관, 공공 기관, 은행 및 일반 기업의 의뢰를 받아 해외 파견 요원이나 유학생을 선발할 평가 도구의 필요에 의해 개발되어 1967년부터 기관대상으로만 시행되다가 2008년 8월부터 일반인을 대상으로 한 제1회 SNULT 정기시험이 시행되었다.

## 시험 구성과 배점
- 청해 50문항, 50분, 100점
  - part1. 한 문장을 듣고 이어질 대화로 가장 적절한 답 고르기
  - part2. 짧은 대화를 듣고 이어질 대화로 가장 적절한 답 고르기
  - part3. 긴 대화를 듣고 질문에 가장 적절한 답 고르기
  - part4. 담화를 듣고 질문에 가장 적절한 답 고르기
- 독해 50문항, 50분, 100점
  - part1. 문법적으로 가장 적절한 답 고르기
  - part2. 빈 칸에 가장 적절한 어휘 고르기
  - part3. 지문을 읽고 빈칸에 가장 적절한 답 고르기
  - part4. 지문을 읽고 질문에 가장 적절한 답 고르기

점수는 100점 만점으로 환산 적용된다.

## 등급 체계
- 1+급 91~100 모국어 화자에 버금가는 최상급의 언어능력을 보이며, 모든 분야의 전문적인 업무를 원활하게 수행할 수 있음
- 1급 81~90 모국어 화자에 근접하는 상급의 의사소통 능력을 보이며, 단기간의 훈련을 거치면 특정 분야의 전문적인 업무를 수행할 수 있음
- 2+급 71~80 중상급의 의사소통 능력을 보이며, 중장기간의 집중훈련을 거치면 일반적인 업무를 원활하게 수행할 수 있음
- 2급 61~70 중급의 의사소통 능력을 보이며, 중장기간의 집중교육을 받으면 일반적인 업무를 큰 어려움 없이 수행할 수 있음
- 3+급 51~60 초중급 수준의 의사소통 능력을 보이며, 장기간의 집중교육을 받으면 약간의 어려움은 있지만 한정된 분야의 업무를 수행할 수 있음
- 3급 41~50 초급 수준의 의사소통 능력을 보이며, 장기간의 집중교육을 받으면 다소 미흡하지만 한정된 분야의 업무를 대체로 수행할 수 있음
- 4급 0~40 해당언어에 대한 단편적인 지식만을 갖추고 있어 의사소통에 어려움이 있으며, 장기적인 기초교육이 필요함

## 자격 정보
대한민국 한국직업능력개발원에 등록된 민간 자격이다. 자격관리기관은 서울대학교발전기금이다.
| 자격명         | 민간/공인 | 등록 번호     | 자격관리기관       | 응시자격  | 응시료    |
| -------------- | --------- | ------------- | ------------------ | --------- | --------- |
| SNULT 러시아어 | 민간      | 제2009-0178호 | 서울대학교발전기금 | 제한 없음 | KRW40,000 |
| SNULT 스페인어 | 민간      | 제2009-0179호 | 서울대학교발전기금 | 제한 없음 | KRW40,000 |
| SNULT 프랑스어 | 민간      | 제2009-0180호 | 서울대학교발전기금 | 제한 없음 | KRW40,000 |
| SNULT 독일어   | 민간      | 제2009-0181호 | 서울대학교발전기금 | 제한 없음 | KRW40,000 |
| SNULT 중국어   | 민간      | 제2009-0182호 | 서울대학교발전기금 | 제한 없음 | KRW40,000 |
| SNULT 영어     | 민간      | 제2009-0183호 | 서울대학교발전기금 | 제한 없음 | KRW30,000 |
| SNULT 일본어   | 민간      | 제2009-0344호 | 서울대학교발전기금 | 제한 없음 | KRW40,000 |

## 같이 보기
- TEPS : 서울대학교 주관, 시행. 영어
- FLEX
- DALF
- DELF
- GZD
- JPT
- JLPT
- HSK
- MATE